# Minori Chihara the Last Live 2021 〜Re:Contact〜
 Minori Chihara the Last Live 2021 〜Re:Contact〜（ミノリ チハラ ザ・ラスト・ライブ にせんにじゅういち リ・コンタクト）は、2021年12月26日に神奈川県立県民ホールで開催された茅原実里のコンサート。

## 概要
2021年いっぱいで音楽活動を休止する茅原の休止前最後のコンサートとして、2021年8月7日開催のコンサート「SUMMER CHAMPION 2021〜Minori Chihara Final Summer Live〜」にて発表。
ライブの様子はstreaming＋・PIA LIVE STREAM・dTVにて国内外に有料配信されたほか、アニマックスにてテレビ放映を行った。

## セットリスト
| #   | タイトル                       | 作詞 | 作曲・編曲 |
| --- | ------------------------------ | ---- | ---------- |
| 1.  | 「Re:Contact」                 |      |            |
| 2.  | 「Contact」                    |      |            |
| 3.  | 「詩人の旅」                   |      |            |
| 4.  | 「too late? not late...」      |      |            |
| 5.  | 「みちしるべ」                 |      |            |
| 6.  | 「境界の彼方」                 |      |            |
| 7.  | 「この世界は僕らを待っていた」 |      |            |
| 8.  | 「キラキラ輝く、世界の時間」   |      |            |
| 9.  | 「Dears～ゆるやかな奇跡～」    |      |            |
| 10. | 「いつだって青空」             |      |            |
| 11. | 「Dream Wonder Formation」     |      |            |
| 12. | 「TERMINATED」                 |      |            |
| 13. | 「Paradise Lost」              |      |            |
| 14. | 「雪、無音、窓辺にて。」       |      |            |
| 15. | 「a・b・y」                    |      |            |
| 16. | 「君がくれたあの日」           |      |            |
| 17. | 「FEEL YOUR FLAG」             |      |            |
| 18. | 「Voyager train」              |      |            |
| 19. | 「everlasting...」             |      |            |
| 20. | 「sing for you」               |      |            |
| 21. | 「Sing」                       |      |            |
| 22. | 「純白サンクチュアリィ」       |      |            |

## テレビ放送
アニマックスにて、『 [生放送] 茅原実里「Minori Chihara the Last Live 2021 〜Re:Contact〜」』として17:25 - 21:45にライブ本編を全編生放送。
開演前には開演遅れに伴い「純白サンクチュアリィ」「君がくれたあの日」のミュージックビデオを放映し客席映像を挟み17:41 - 45に茅原の撮り下ろしインタビューを交えたオープニング映像を放映、客席映像ののち17:51 - 20:40にライブ本編を生中継し終演後にはミニアルバム「Re:Contact」キービジュアルの静止画から再度純白サンクチュアリィ・君がくれたあの日ののち「詩人の旅」「Paradise Lost」「Voyager Train」「Final Moratorium」「優しい忘却」「Freedom Dreamer」「TERMINATED」「Dream Wonder Formation」「ZONE//ALONE」「境界の彼方」のミュージックビデオをフィラーとして放映した。

## Blu-ray
2022年5月11日発売。映像特典としてライブの舞台裏を取り上げるドキュメンタリー「Message 5.5」を収録し、エンドクレジットにはアニメイト通販サイトにて2022年1月16日までの早期予約を行った購入者名を一人10文字を上限に記述する。